# Gerard John van Hemert

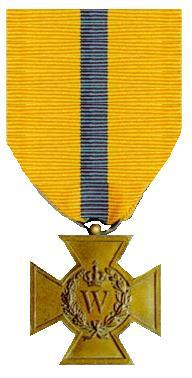
Het Bronzen Kruis

Gerard John van Hemert (Brooklyn, 29 april 1920) - Mauthausen, 6 september 1944) was (een soort) Engelandvaarder. De definitie van Engelandvaarder zegt dat je daarvoor de Nederlandse nationaliteit moet hebben.
De Nederlandse ouders van Gerard (later bekend als Jerry) emigreerden met hun twee dochtertjes naar de Verenigde Staten en kregen daar nog een zoontje, Gerard. Zijn vader werd genaturaliseerd en kreeg de Amerikaanse nationaliteit, en dus Gerard en zijn moeder ook, de dochters behielden de Nederlandse nationaliteit.
Toch keerde de familie na enkele jaren naar Nederland terug. Aan de Reguliersgracht in Amsterdam begon Van Hemert een importeursfirma van Amerikaans glas. Jerry ging naar een Nederlandse school. Na de MULO ging hij op een kantoor werken. Toen de kinderen uit huis waren en de glasimport moeilijker werd, ging vader Van Hemert weer terug naar de Verenigde Staten in de hoop daar een goede baan te vinden. De rest van het gezin zou hem nareizen, maar het uitbreken van de Tweede Wereldoorlog veranderde de plannen. De Amerikaanse Jerry en zijn moeder moesten zich als vreemdeling steeds melden bij de Kommandantur in de Euterpestraat, de Nederlandse zusjes hadden geen probleem.
Toen Jerry 21 werd, vertrok hij via Spanje naar de Verenigde Staten. In New York kreeg hij werk bij het wervingskantoor van de Nederlandse Strijdkrachten tot hij besluit zelf naar Engeland te gaan. Hij werd een van de slachtoffers van het Englandspiel.
In Engeland kwam hij in 1942 bij de Inlichtingendienst. In die periode gebruikte hij ook de namen Gerrit van Haaften en Gerrit van Hasselt. Op 23 juli 1942 werd hij door de SOE in het kader van Plan Holland bij Holten geparachuteerd en meteen gevangengenomen. Hij had een uitvoerige opdracht bij zich voor Thijs Taconis, die reeds op 9 maart 1942  was gearresteerd zonder dat men dat in Londen wist. Van Hemert ging via Kamp Haaren en Assen werd hij in 1944 naar Rawich gevoerd en in september moest hij naar Mauthausen waar hij werd gefusilleerd en gecremeerd. Hetzelfde lot trof Kees Braggaar, de verloofde van zijn zusje.

## Eerbetoon
- Op 2 mei 1963 kreeg Van Hemert alsnog het Bronzen Kruis.
- Zijn naam staat vermeld op de Erebegraafplaats Loenen op het vijfluik met namen van gevallen Engelandvaardrers.
- Zijn naam staat op de erelijst van hen die hun leven voor hun land hebben gegeven.

Zie ook de lijst van Engelandvaarders.